# Tim Russ
Pour les articles homonymes, voir Russ (homonymie).
Timothy Darrell Russ (né le 22 juin 1956 à Washington, D.C.) est un acteur, réalisateur, scénariste et musicien américain. Il est particulièrement connu pour son rôle du Lieutenant Commander Tuvok dans Star Trek: Voyager. Il joua de 2007 à 2009 dans la sitcom Samantha qui ?.

## Filmographie

### En tant qu'acteur
- 1986 : Crossroads, les chemins de la gloire : Robert Johnson
- 1987 : La Folle Histoire de l'espace
- 1987 - 1988 : Police 2000 (The Highwayman) : Montana
- 1990 - 1991 : Le Prince de Bel-Air (TV) : (saison 1, épisode 8) Eugene ; (saison 2, épisode 20) Agent Collins
- 1993 : SeaQuest, police des mers : Martin Clemens
- 1993 : Star Trek: The Next Generation (TV) (saison 6, épisode 18 : 27 minutes pour vivre) : Dévor, un des pirates qui tentent de prendre l'Enterprise
- 1994 : Star Trek: Deep Space Nine (TV) (saison 2, épisode 4) : T'Kar, un mercenaire klingon
- 1994 : Star Trek : Générations : un lieutenant à bord de l'Enterprise
- 1995 - 2001 : Star Trek : Voyager (TV) : Lieutenant Commandeur Tuvok
- 2005 : Le Cabinet du docteur Caligari : employé municipal
- 2007 - 2009 : Samantha qui ? (TV) : Frank
- 2007 - 2012 : ICarly (TV) : Principal Franklin
- 2007 : Die Hard 4 : Retour en enfer : agent Chuck Summer
- 2013 : Le Profil de la honte (Social Nightmare) (TV) : Principal Ajeti
- 2013 : Castle (saison 6, épisode 5) : Dr Malcolm Wickfield
- 2013 : Star Trek: Renegade : Tuvok
- 2018 : Esprits criminels : Agent Lawrence
- 2018 :  Supergirl (saison 3 épisode 20) : Jul-Us, membre kryptonien du conseil d'Argos
- 2019 : American Horror Story : 1984 (saison 9, épisode 5) : David Chambers
- 2019 : The Orville (saison 2, épisode 11 : Traverser le temps) : Dr. Sherman
- 2020 : Minuit dans l'univers : Mason Mosley
- 2021 : THEM : Le dépositaire
- 2023 : Star Trek : Picard : Amiral Tuvok